# Девід Маккей (пілот)
Девід Вільям Дональд Маккей (англ. David William Donald Mackay; нар. 1957) — британський астронавт, головний пілот Virgin Galactic, колишній пілот-випробувач Королівських ВПС. Він перший уродженець Шотландії, який побував у космосі.

## Біографія
Девід Маккей народився в Шотландії та жив у Гелмсдейлі, (область Гайленд). Батько Девіда був поліцейським.
Девід вивчав аеронавігаційну техніку в Університеті Глазго. Вперше пілотував літак у 1977 році.

## Кар'єра
Маккей почав служити у Королівських ВПС у 1979 році. Він літав на Harrier GR3 у Німеччині та на Фолклендських островах.
У 1986 році відібраний для підготовки пілотів-випробувачів. У 1988 році за обміном закінчив французьку школу льотчиків-випробувачів École du personnel navigant d'essais et de réception. У 1992 році він став командиром випробувальних польотів швидкісних реактивних літаків на полігоні Королівських ВПС Боскомб Даун. Найвища швидкість, яку він досяг, становила 1,4 Маха на французькому Mirage. Він проводив випробування на Harrier GR7, Sea Harrier FA.2 і Tucano. У 1992 році нагороджений Хрестом ВПС.
Він почав працювати в авіакомпанії Virgin Atlantic у 1995 році, літаючи на Boeing 747 як капітан з 1999 року; він також літав на Airbus A340 з 2002 року. Він завершив свою льотну кар'єру з нальотом понад 11 000 годин.
Він приєднався до Virgin Galactic у 2009 році. Літав на суборбітальному космічному судні SpaceShipTwo (SS2). Першим космічним кораблем SS2, одним з пілотів якого Маккей був, був VSS Enterprise; другим — VSS Unity. 22 лютого 2019 року Маккей став 569-ю людиною та першим шотландцем, який побував у космосі. Він пілотував під час місії VSS Unity VF-01 на висоті понад 80 км, що кваліфікує його як комерційного астронавта. Відтоді він пілотував у польотах Unity 21 і Unity 22, також вище 80 км.